# هوارد فاغتون
أوليفر هوارد فاغتون Oliver Howard Vaughton (9 يناير1861 - 6 يناير1937) لاعب كرة قدم دوليّ في إنجلترا، وكان موقعه الظهير في الملعب. لَعبَ "فاغتون" لإنجلترا في خمس مباريات، وأحرزَ سِتة أهداف. خمسة منهم سجلهم ضد إيرلندا في بلفاست بتاريخ 18/2/1882، مع زميله في فريق أستون ڤيلا (آرثر براون) الذي ساهم بأربعة.  وبعد أن انتهت مهنته كلاعب كرة قدم، أدار شركة لصياغة الفضة وكُلِفَ بِصنع كأس الإتحاد الإنجليزي الجديد بعد اختفاء الأصل في ظروف غامضة في 1895.
يعد أحد تلاميذ آرشي هنتر. وأيضاً فهو مُتكيف في كل من الرياضة الداخلية والخارجية، كل ما يفعله يفعله بطريقة تجعله مُميزاً ودقيقاً للغاية في تسجيل أهدافه. فهو ليس كزملائه بل يلعب بطريقة مُذهلة للغاية، يُصوب الكرة كالنسر، ويقذفها بقوة. أحرز الهدف الوحيد والمشهور في مباراة ضد كوينز بارك في جلاسجو عام 1884. كما صنع جناحاً بالشركه مع (إلي دافيز). كان حكماً مُتحمساً لمعظم الألعاب، كما كان شخصاً رياضياً بالكامل، فقد أثرى الرياضة في اتجاهات عديدة.

## وفاته
توفي في برمنغهام 6/1/1937، قبل ثلاثة أيام من أن يُصبح في عمر السادسة والسبعين .